# 破果
是一部2025年上映的韩国动作片，改编自韩国作家具竝模的同名小说，由《我妻子的一切》、《她的故事》导演闵奎东执导，李慧英、金聖喆、延宇振、金武烈与申詩雅主演。该片入选第75屆柏林影展“特別展映”单元，并于2025年2月16日举行世界首映，韩国于同年4月30日上映。

## 剧情概要
该片讲述在处理如蟑螂一般的社会渣滓的“神圣防疫”行动中活跃了40年的传奇杀手“爪角”，和追踪她的神秘杀手“斗牛”之间惊心动魄、血腥刺激的对决。

## 演员阵容
- 李慧英 饰演 爪角，40年来一直在处理社会渣滓的传奇杀手。[5]
- 金聖喆 饰演 斗牛，追踪了“爪角”20年的神秘杀手。[5]
- 延宇振 饰演 姜医生，救了“爪角”一命的兽医，也因此卷入杀手们的纷争中。[6]
- 金武烈 饰演 柳，杀手、“爪角”的师傅，也是“新星防疫公司”的创始人。[7]
- 申詩雅 饰演 指爪，年少时期的爪角。[8]
- 金剛于 饰演 孙室长，“新星防疫公司”的负责人。[9]
- 玉子妍 饰演 初叶，“新星防疫公司”行政人员。[9]
- 崔武成 饰演 张飞，“新星防疫公司”杀手、“爪角”的老同事。[9]
- 韩海印 饰演 柳的妻子[10]
- 權多咸 饰演 郑允燮，委托殺死姜医生的客户，其實僅是受他人指使。[11]
- 朴智娥[12]

## 制作

### 选角
2023年9月，媒体报道卞約漢有望主演同名小说改编并由闵奎东执导的新片《破果》；2024年2月，媒体报道卞约汉决定不参演该片，男主角改由金聖喆饰演。同年6月，宣布李慧英出演该片女主人公，一名60多岁的女杀手；8月，媒体报道金武烈与申詩雅加入该片主演阵容。2025年1月17日正式宣布李慧英、金圣喆、延宇振、金武烈和申诗雅参演。

### 拍摄
该片于2024年3月前后开始主体拍摄，同年7月前后杀青。

### 音乐
影片的片尾曲《爪角》于2025年4月30日正式发行并于同日释出音乐录影带，歌词由导演闵奎东历时一年精心雕琢创作，并由饰演“斗牛”的金圣喆演唱，歌词中“即使在失落的日子里，也有无法抹去的名字”等语句体现“斗牛”对“爪角”的复杂情感。

### 损益平衡点
据媒体报道，该片损益平衡点约为130万观影人次。

## 发行
该片分别入选第75屆柏林影展“特別展映”单元、第43届布鲁塞尔国际奇幻电影节惊悚片竞赛单元和第15届北京国际电影节“午夜场”单元，于2025年2月16日在柏林影展举行世界首映，原定同年5月1日在韩国上映，4月1日宣布提前一日至4月30日上映。发行商NEW宣布该片将在北美、意大利、法国、日本、台湾、蒙古、阿根廷、巴西等国家和地区上映，其中台湾由鴻聯國際负责发行，北美地區將於5月16日上映；同年6月10日上线韩国IPTV和VOD点播平台。

## 反响

### 评价
在韩国上映首日获得反映CGV院线观众满意度的金蛋指数92%，高于同日上映的《神圣之夜：恶魔猎人》和《雷霆特攻隊*》。

### 票房
在韩国上映首日以3.33万观影人次的票房成绩位列单日票房榜第四。在5月黃金週週末，在和好萊塢大片的競争中錯失第一名，但《聖母殺手》成為同期上映的電影中票房第一、座位銷量第一、即時票房第一。隨著上映時間推移，觀眾好評口碑也逐漸傳開，截至5月15日為止《聖母殺手》為當週票房第二名，累計觀影人數為43万余人。

## 奖项荣誉
| 年份 | 颁奖礼           | 奖项       | 入围者 | 结果 | 参考 |
| ---- | ---------------- | ---------- | ------ | ---- | ---- |
| 2025 | 第34屆釜日電影獎 | 最佳女主角 | 李慧英 | 待定 |      |
| 2025 | 第34屆釜日電影獎 | 最佳摄影   | 李宰佑 | 待定 |      |